# Hamamlı (Türkeli)
Hamamlı (früher Ayandon) ist ein Dorf im Landkreis Türkeli der türkischen Provinz Sinop. Der Ort war früher eine Mahalle der Kreisstadt. Hamamlı liegt etwa 103 km südwestlich der Provinzhauptstadt Sinop und drei km südlich von Türkeli. Hamamlı hatte laut der letzten Volkszählung 116 Einwohner (Stand Ende Dezember 2010). In den Sommermonaten steigt die Einwohnerzahl auf etwa 500 an, da sehr viele Familienangehörige im Ausland arbeiten und im Sommer ihren Urlaub im Heimatdorf verbringen.

Der Ort gegen das Schwarze Meer

Früher war das Dorf benannt nach dem heiligen Anton und die gesamte Region von Kastamonu bis Sinop hieß wie das Dorf Ayandon (Hagia Antonius). Das Zentrum der Region Ayandon wurde später zum Dorf.
Heute grenzen im Norden das Dorf Düzler, im Osten das Dorf Yeşiloba, im Westen das Dorf Göverkit sowie im Süden Karagöl und die Salardağı-Wälder an das Dorf. Das Dorf besteht aus den Stadtteilen Merkez, Halıcı, Çayırlar und Gölcüvez, das direkt am Waldrand liegt. Der Ort wurde nach der Gründung der Republik Türkei 1923 in Hamamlı umbenannt, was so viel bedeutet wie „Das Dorf mit einem Hamam“, da sich in diesem Dorf der älteste Hamam in einem Radius von etwa 100 km befindet. Der Hamam ist allerdings längst zu einer Ruine verfallen bzw. wurde teilweise auf das alte Fundament eine Moschee angebaut.
Die Einnahmequellen sind traditionell der Anbau von Haselnuss, Obst und Mais sowie vereinzelt Viehzucht. Die Haupteinnahmequelle der Bevölkerung sind die Geldtransfers aus dem Ausland von Familienangehörigen.

## Sehenswürdigkeiten
- Das historische Hamam